# ریچارد هوپفنر
ریچارد هوپفنر (انگلیسی: Richard Hoepfner؛ زادهٔ november ۱۴, ۱۹۴۴ (۸۰ سال)) ورزشکار اهل ایالات متحده آمریکا است.
وی در مسابقات کشوری و بین‌المللی در مجموع برندهٔ ۱ مدال نقره شده‌است.